# ʿAbd Allāh ibn Salām
ʿAbd Allāh ibn Salām (in arabo عبدالله بن سلام‎?; Yathrib, ... – Medina, 663) è stato un Sahaba di cultura ebraica.
Rabbino assai noto nella sua epoca, il nome completo di ʿAbd Allāh b. Salām b. al-Ḥārith era al-Ḥusayn ibn Salām e apparteneva alla tribù medinese dei B. Qaynuqāʿ. 
Era assai rispettato dalla gente di Yathrib, anche da chi non apparteneva alla sua tribù e alla sua cultura religiosa. Prima di convertirsi all'Islam, passava una parte della giornata immerso in esercizi devozionali, nell'insegnamento in sinagoga e nello studio e nella meditazione della Torah. La Sunna ricorda a tal proposito che egli avrebbe intravisto in alcuni versetti della Torah il preannuncio della venuta di un profeta che avrebbe completato il messaggio dei profeti precedenti. È accreditato come realizzatore di un vasto corpus di tradizioni giuridiche e di Isrāʾīliyyāt (in arabo اسرائیلیات‎?), molte delle quali si possono trovare nei commentari esegetici (tafsir) di Ṭabarī (839-923).
Secondo la tradizione islamica, si sarebbe convertito non appena Maometto arrivò a Yathrib nel 622 ma, secondo alcune fonti, addirittura già quando il Profeta risiedeva ancora nella natia La Mecca. Una storia narra che Maometto interrogò una volta alcuni dotti israeliti di Medina a proposito di Ibn Salām e che, quando costoro si resero conto che era diventato musulmano, lo rinnegarono. Saʿd b. Abī Waqqāṣ aggiunse a questo episodio che il versetto 10 della Sūra al-Aḥqāf fa riferimento a questa reazione:
(Trad. di A. Bausani.)
Conoscendo la Torah, Ibn Salām insegnò ad ʿAbd Allāh b. ʿAbbās, quando gli era utile circa il profeta preislamico 'Uzayr, di cui parla il Corano nel versetto 30 della Sūra IX (al-Tawba):
(Trad. di A. Bausani)
 e a lui disse che si trattava di Esdra, considerato figlio di Dio da alcuni movimenti eterodossi ebraici, principalmente presenti a Medina al tempo di Maometto.

Secondo Ibn Salām, Allah lo avrebbe fatto morire all'età di 100 anni, quindi l'avrebbe risuscitato. Ibn Salām gli spiegò come Esdra avesse messo per iscritto per gli ebrei la Torah che essi conoscevano a memoria. Gli Israeliti dissero: «Mūsā (Mosè) portò a noi la Torah in uno scritto, ma ʿUzayr ce l'ha portata senza scritti», e per quello alcuni Israeliti pretesero che egli fosse figlio di Dio, spiegò Ibn Salām.
Vi sono gravi incongruità tra la pretesa che ʿAbd Allāh abbia partecipato alle conquiste della Siria e della Palestina e il fatto che il suo nome non compaia in alcuno dei fatti d'arme dell'epoca di Maometto - Badr, Uḥud, Medina, Ḥunayn - come pure a Hudaybiyya. Morì a Medina nel 663. Ebbe due figli, che chiamò Muḥammad e Yūsuf, che furono tradizionisti come il padre.
Materiale di ʿAbd Allāh b. Salām fu usato da Abū Hurayra e da Anas b. Mālik ed è presente anche nell'opera annalistica di Ṭabarī.